# Instituto Henri Poincaré
Instituto Henri Poincaré (en francés: Institut Henri Poincaré; pronunciado //), IHP ; por sus siglas en francés, es un instituto de investigación en matemática ubicado en París, en el Cerro Sainte-Geneviève,  cercano otras instituciones de educación superior tal como la École Normale Supérieure y partes del Collège de Francia. Administrativamente opera como una "escuela interna" de la Universidad Pierre y Marie Curie, en asociación con el Centro Nacional para la Investigación Científica. Desde el año 2009 el director de este instituto es el doctor Cédric Villani, especializado en ecuaciones diferenciales parciales y ganador de la Medalla Fields en el año 2010.

## Historia
Justo después de la Primera Guerra Mundial, los matemáticos Émile Borel en Francia y George Birkhoff en los Estados Unidos persuadieron patrocinadores americanos y franceses (Edmond de Rothschild y el Fundación Rockefeller respectivamente)  para financiar el edificio de un centro para conferencias e intercambios internacionales en matemáticas y física teórica. El Instituto fue inaugurado el 17 de noviembre de 1928 y nombrado después en honor al matemático francés Henri Poincaré (1854-1912).
Desde el principio el objetivo del instituto ha sido promover física matemática, y muy pronto se convirtió en el lugar favorito de la comunidad científica francesa. En la década de 1990, el IHP se convertiría en un instituto temático
basado en el modelo del Instituto de Investigación de las Ciencias Matemáticas en la ciudad de Berkeley (California) y un sitio de contacto, intercambio y difusión del conocimiento matemático.

## Organización
El IHP está liderado por alrededor de 25 miembros, entre ellos investigadores no permanentes además del director y del subdirector. Como mencionamos anteriormente, el director actual del centro desde el 2009 es el matemático francés Cédric Villani. El subdirector del Instituto es el cosmólogo francés Jesn-Philippe Uzan. 
Junto con el Instituto de Estudios Científicos Avanzados (IHES, por sus siglas en francés), el Centro Internacional de Encuentros Matemáticos (CIRM, por sus siglas en francés) y el Centro Internacional de Matemáticas Puras y Aplicadas (CIMPA, por sus siglas en francés), el IHP forma parte del LabEx (Laboratory of Excellence), que facilita el intercambio entre los matemáticos mediante la construcción de infraestructuras para poner en común los conocimientos y la información.

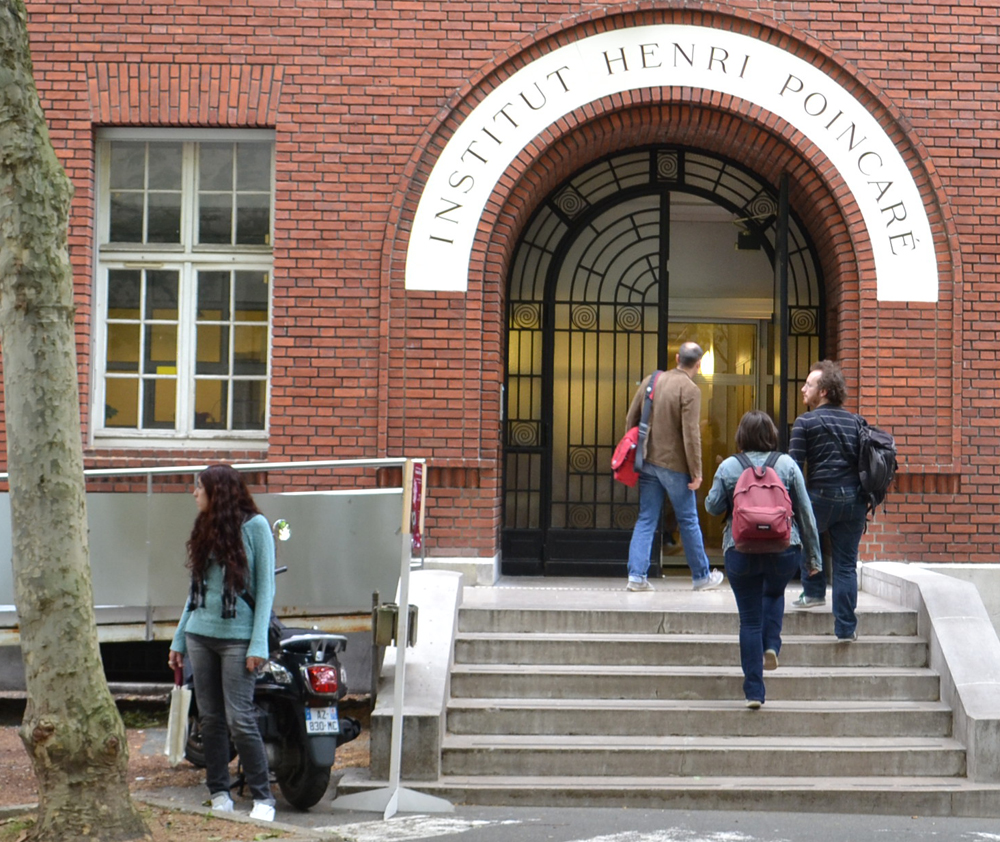
Entrada principal del Instituto

## Actividades científicas
En 2013, el Instituto lanzó el "Poincaré Chair", un programa de investigación diseñado para fomentar las carreras internacionales de jóvenes investigadores con talento. Numerosos seminarios o ciclos de conferencias se llevan a cabo en el IHP, tales como los Seminarios Bourbaki y Bourbaphy, Seminarios sobre la Historia de las Matemáticas, así como algunas de las conferencias más especializadas en el Álgebra, Teoría de Números, la física matemática, las curvas elípticas, etcétera.
El instituto también publica revistas científicas internacionales como: los Anales del Institut Henri Poincaré (Revista de Física Teórica y Matemática, Probabilidad y Estadística y Análisis no Lineal), con artículos de investigación originales fundamentales avanzados.

## Para el público en general
Como escaparate para la matemática francesa, el Instituto coorganiza y patrocina numerosos, acontecimientos científicos y culturales destinados al público en general 2011: Mathematics, a Beautiful Elsewhere at the Fondation Cartier; 2011: A tribute to Evariste Galois; 2012: Centenary of Henri Poincaré's Death...). Tiene, además, lazos cercanos con las asociaciones y sociedades para la promoción de las matemáticas.

## Diseños matemáticos
La biblioteca del Instituto Henri Poincaré posee una colección de algunos 400 modelos matemáticos y diseños en distintos materiales como: vaso, plástico, cartulina,  cable, cosiendo hilo en un marco rígido, yeso. Esta colección comenzó con una donación de Martin Chelín, y se ha mejorado en los últimos años notablemente, sobre todo por los modelos de madera construidas entre 1912 y 1914 por el profesor Joseph Caron de la Escuela Normal Superior.

## Directores del Instituto Henri Poincaré
- 1928-1948:      Émile Borel
- 1949-1986:      Paul Belgodère
- 1990-1994:      Pierre Grisvard
- 1994-1995:      Joseph Oesterlé
- 1999-2008:       Michel Broué
- 2009-presente: Cédric Villani